# Scottiola hirsuta
Scottiola hirsuta är en insektsart som beskrevs av Lucien Chopard 1952. Scottiola hirsuta ingår i släktet Scottiola och familjen syrsor.

## Underarter
Arten delas in i följande underarter:
- S. h. hirsuta
- S. h. nigrifrons